# Virginia Slims Championships 1972
Virgin Slims Championships 1972 - перший завершальний турнір року Virginia Slims Circuit (попередника Туру WTA), щорічний тенісний турнір серед найкращих гравчинь в одиночному розряді в рамках Virginia Slims circuit 1972. Проходив на відкритих кортах з ґрунтовим покриттям Boca Raton Hotel & Club у Бока-Ратон США і тривав з 9 до 15 жовтня 1972 року. Четверта сіяна Кріс Еверт виграла титул, але не могла отримати 25 тис. доларів, бо їй ще тоді не виповнилось 18 років, а отже її вважали аматоркою.

## Фінальна частина
Кріс Еверт —  Керрі Мелвілл, 7–5, 6–4.
- Для Еверт це був 4-й титул в одиночному розряді за сезон і 11-й — за кар'єру.

## Розподіл призових грошей
| Дисципліна       | П       | Ф       | 3-тє   | 4-те   | ЧФ     | 1/8    |
| Одиночний розряд | $25,000 | $15,000 | $9,000 | $7,000 | $4,000 | $2,000 |